# الأكاديمية الملكية الدنماركية للعلوم والآداب
الأكاديمية الملكية الدنماركية للعلوم والآداب (بالدنماركية: Kongelige Danske Videnskabernes Selskab) هي أكاديمية علمية غير حكومية تأسست عام 1742 للتقدم العلمي في الدنمارك.

## التأسيس
تأسست الأكاديمية في 13 نوفمبر 1742 من قِبل وزير الخارجية يوهان لودفيغ هولشتاين Johan Ludvig Holstein وبروفيسور التاريخ هانز غرام Hans Gram بإذن من الملك كريستيان السادس.